# Uhlíková kompenzace

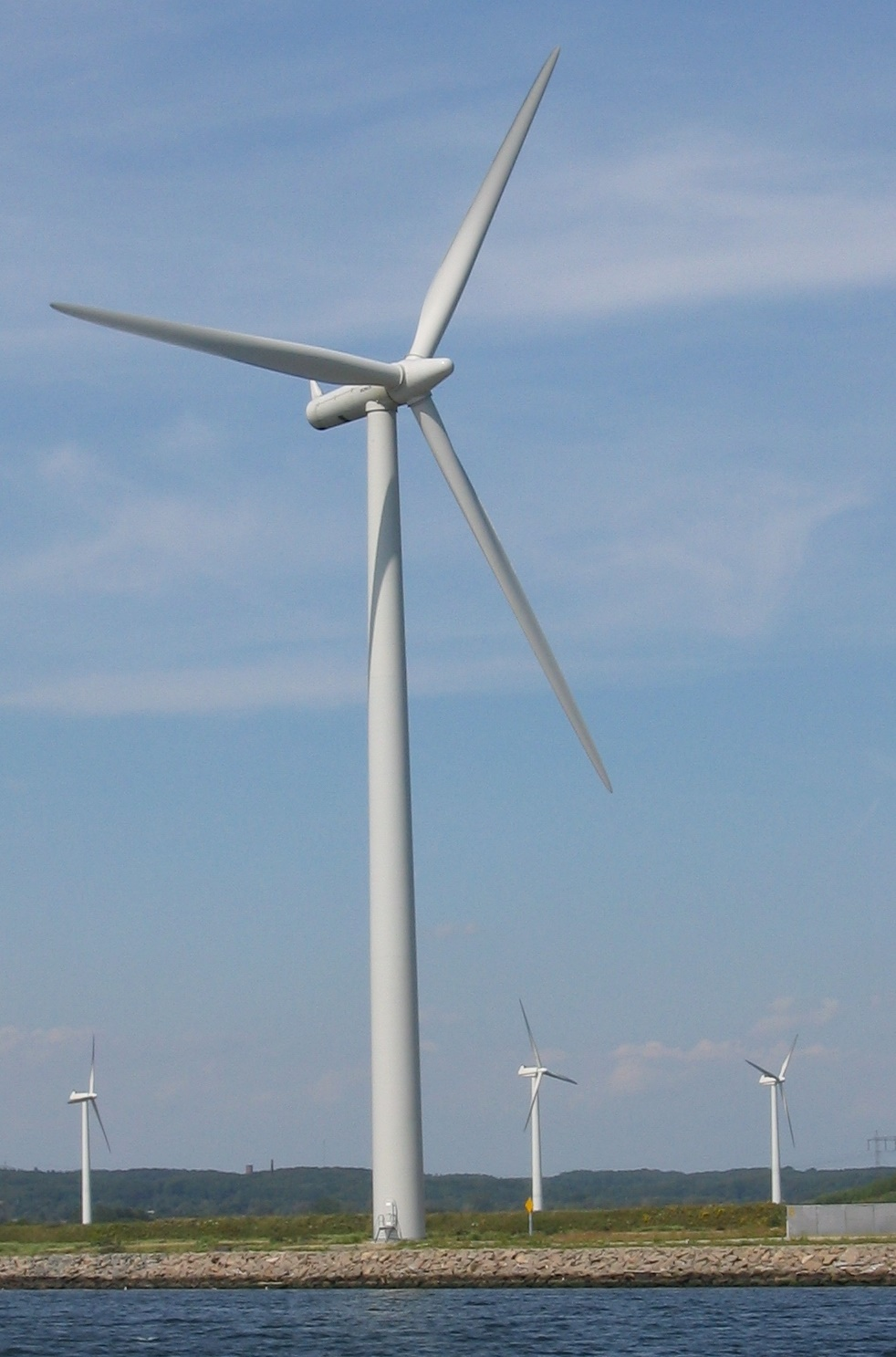
Větrné turbíny u Aalborgu v Dánsku. Projekty v oblasti obnovitelných zdrojů energie jsou nejčastějším zdrojem kompenzace uhlíkových emisí.

Uhlíková kompenzace nebo také uhlíková náhrada, někdy i karbonový offset představuje snížení nebo odstranění emisí oxidu uhličitého nebo jiných skleníkových plynů provedené za účelem kompenzace emisí provedených jinde. Uhlíkový kredit nebo offsetový kredit je převoditelný finanční nástroj (např. derivát podkladové komodity) certifikovaný vládami nebo nezávislými certifikačními orgány, který představuje snížení emisí a který lze následně koupit nebo prodat. Offsety i kredity se měří v tunách ekvivalentu oxidu uhličitého (CO2 ekv.). Jedna uhlíková kompenzace nebo kredit představuje snížení nebo odstranění jedné tuny oxidu uhličitého nebo jeho ekvivalentu v jiných skleníkových plynech.
Uhlíkové kredity jsou součástí národních a mezinárodních snah o zmírnění růstu koncentrací skleníkových plynů. V těchto programech jsou emise skleníkových plynů omezeny a následně se k rozdělení emisí mezi skupinu regulovaných zdrojů využívají trhy. Cílem je umožnit tržním mechanismům, aby tyto zdroje vedly ke snižování emisí skleníkových plynů. Vzhledem k tomu, že projekty snižování emisí skleníkových plynů vytvářejí kompenzační kredity, lze tento přístup využít k financování programů snižování emisí uhlíku mezi obchodními partnery po celém světě. V rámci dobrovolného trhu je poptávka po uhlíkových kompenzacích vytvářena jednotlivci, společnostmi, organizacemi a vládami na nižší než národní úrovni, které nakupují uhlíkové kompenzace, aby snížily své emise skleníkových plynů a splnily tak cíle uhlíkové neutrality, čisté nuly nebo jiného snížení emisí skleníkových plynů. Tento trh je podporován certifikačními programy, které poskytují normy a další pokyny, jimiž se musí vývojáři projektů řídit, aby získali uhlíkové kompenzace.
K vytvoření kompenzací a kreditů lze využít různé projekty snižování emisí skleníkových plynů. Nejrychleji rostoucí kategorií se stávají projekty v oblasti lesního hospodářství, dalším běžným typem jsou projekty v oblasti obnovitelných zdrojů energie, kam patří větrné elektrárny, energie z biomasy, fermentory bioplynu nebo vodní přehrady. K dalším typům patří projekty energetické účinnosti (např. účinné sporáky) a likvidace metanu ze skládek. Některé zahrnují metody, které využívají technologie s negativními emisemi, jako je biouhel, karbonizované stavební prvky a geologicky uložený uhlík.
Offsetové a kreditní programy byly označeny za způsob, jak mohou země splnit své závazky v rámci vnitrostátně stanovených příspěvků a dosáhnout cílů Pařížské dohody s nižšími náklady. V posledních letech se však v médiích objevila řada zpráv, které tyto programy kritizovaly s odůvodněním, že tvrzení o snižování emisí uhlíku jsou často přehnaná nebo zavádějící. Organizace mohou podniknout řadu kroků náležité péče, aby identifikovaly "kvalitní" offsety, zajistily, že kompenzace přinese požadované environmentální přínosy, a vyhnuly se reputačnímu riziku spojenému s nekvalitními offsety.

## Význam
Pro atmosféru planety Země není důležité, na kterém místě Země je oxid uhličitý (CO2) emitován. Stejně tak není pro globální klima důležité, jestli jsou kompenzovány (ušetřeny) emise CO2 v rozvojových zemích nebo ve Střední Evropě. Základní myšlenka kompenzace produkce CO2 je, že výroba určitého množství skleníkových plynů, které jsme v jedné zemi nezamezili, bude zastavena v zemi jiné - kdekoliv na Zemi. Za tímto účelem byly vytvořeny projekty ochrany klimatu, například výstavba větrných elektráren nebo elektráren pro výrobu elektřiny z metanu, které šetří nebo přímo zamezují výrobě plynů, které oteplují planetu. Osoby nebo celé podniky, které chtějí kompenzovat produkci skleníkových plynů, skupují kompenzace a podporují tím výše zmíněné projekty. Skrze tento instrument může být ušetřené množství vyprodukovaných skleníkových plynů jednorázově sloučeno a tím může být zvýšena poptávka po ekologických projektech.
Technický transfer je řízen speciálním certifikátem. Držba certifikátu znamená, že určité předem známé množství CO2 (většinou uvedeno v tunách) bude ušetřeno. Je zřejmé, že ten, kdo dá peníze na tyto zelené projekty, získává tím také tento certifikát. Výhoda celého principu je především ta, že zplodiny budou ušetřeny tam, kde to je ekonomicky nejvýhodnější. Ovšem musí být zajištěno, že projekt bude realizován jen z toho důvodu, že obdrží ještě dodatečné financování zajištěné kompenzačním mechanismem. Odborný termín pro toto kritérium je dodatečnost.
Momentálně se obchoduje s těmito instrumenty ve dvou rovinách, a sice na státní úrovni a v prostředí „volného trhu“. Právě obchod v prostředí volného trhu zažívá v poslední době velký rozmach. Proto vznikly nezávislé instituce, které zkouší, vyhodnocují z pohledu prospěchu a certifikují jednotlivé projekty. Nejvíce rozšířený ukazatel je tzv. „Voluntary Carbon Standard“ (z angl. Dobrovolný uhlíkový standard). Kromě této skutečnosti, že projekty skutečně přispívají ochraně klimatu, musí projekty také splňovat některá další kritéria, a sice stáří a společenský prospěch. Další standard certifikace se nazývá "Gold Standard" (z angl. Zlatý standard). I zde musí projekty splňovat kromě „dodatečnosti“ další kritéria jako např. trvalý rozvoj v zemích, ve kterých bude zajištěna realizace projektu. Jak „Voluntary Carbon Standard“ (zkratka VCS) tak také „Gold Standard“ splňují závazky a kritéria daná Kjótským protokolem.
Různé organizace jako např. Atmosfair, Myclimate nebo KlimaINVEST se pohybují na volném trhu jako poskytovatelé služeb a nabízejí neutrální vyjádření k podnikům, poskytovatelům služeb nebo k produktům. Základní myšlenka těchto institucí je, že jejich působením mohou být peníze na ochranu klimatu alokovány do jednotlivých projektů efektivněji.

## Vznik
Acid Rain program (program kyselých dešťů) Agentury pro ochranu životního prostředí Spojených států (EPA) byl autorizován v roce 1990. Jeho cílem bylo snížit emise oxidu sírového z uhelných elektráren o 50% z množství emisí z roku 1980 do roku 2000. Aby tento program byl flexibilní, bylo umožněno provozovatelům elektráren obdržet alokaci povolenek na emise síry. Množství povolenek časem klesalo, aby byl dosažen stanovený cíl. S těmito povolenkami mohli mezi sebou obchodovat - pokud elektrárna snížila své emise na požadovanou úroveň, mohla přebývající povolenky prodat.
Kjótský protokol z roku 1997 byl důležitým krokem ke globálnímu přijetí opatření proti globálnímu oteplování. Země, které tento protokol ratifikovaly, se zavázaly ke snížení emisí skleníkových plynů. Každá země se mohla rozhodnout, jakým způsobem toho dosáhne: prostřednictvím přímé regulace, ekonomických pobídek, vývojem technologie kontroly znečištění, substituce paliva, nebo jiných možností. Kjótský protokol obsahoval podobné flexibilní prvky, jako program kyselých dešťů. Hlavním z nich byl Clean Development Mechanism (mechanismus čistého rozvoje, CDM). Díky němu mohly některé firmy (např. elektrárny) v průmyslových zemích, povinné snižovat emise skleníkových plynů, financovat  projekty čisté energie v průmyslových zemích. Takto získaly tzv. certifikáty snížení emisí (CERs) na základě míry snížení emisí skleníkových plynů. CERs jsou velmi podobné dnešním uhlíkovým kreditům, představují snížení jedné metrické tuny skleníkových plynů na jednu kreditovou jednotku. Průmyslová firma financující projekt čisté energie mohla využít CERs z projektu k splnění určité části svého požadavku na snížení emisí skleníkových plynů doma. Takže prostřednictvím projektů CDM došlo ke snížení emisí skleníkových plynů v rozvojové zemi, nikoli v průmyslové zemi.

## Projekty uhlíkové kompenzace
Uhlíkové kompenzace lze vytvářet několika způsoby.

### Energetická účinnost
Projekty energetické účinnosti spotřebovávají méně energie a paliva než v běžném obchodním scénáři. Příkladem může být renovace budov pro zlepšení účinnosti při udržování tepelné energie. Zkrátka implementují opatření na zlepšení využívání energie a paliva v různých oblastech a odvětvích.

### Substituce paliv
Tyto projekty snižují spotřebu fosilních paliv tím, že přecházejí na čistší nebo obnovitelné zdroje paliv se stejnou činnosít, čímž vytvářejí legitimní kompenzace. Příklady zahrnují přechod z ropy na zemní plyn k napájení elektrárny, nebo napájení flotily vozidel etanolem namísto benzínu, nebo biodieselu namísto fosilní nafty.

### Obnovitelná energie
Projekty uhlíkové kompenzace z obnovitelných zdrojů energie přesouvají výrobu energie daleko od závislosti na fosilních palivech a podporují dlouhodobou udržitelnost. Zahrnují jak tepelné, tak elektrické aplikace. Tepelné projekty mohou zahrnovat budování infrastruktury pro geotermální, solární tepelnou energii nebo biomasy. Elektrické projekty mohou zahrnovat instalace fotovoltaických solárních panelů, větrných turbín, vodních elektráren a biomasy ve formě odpadního dřeva, dřevěných třísek, hnoje od krav nebo jiných organických produktů. Investice do projektů obnovitelných zdrojů energie mohou rozvíjet trh s obnovitelnou energií, snižovat náklady v budoucnosti a eliminovat závislost na fosilních palivech.

### Lesnictví
Lesní ekosystémy planety představují důležitý přírodní zdroj, který poskytuje komerční výhody, ekologické služby a rekreační a nevyužitelné hodnoty. Hrají také důležitou roli v klimatickém systému Země, zejména jako zdroj kyslíku a jako uhlíkový sklad. Lesy tak mají zásadní vliv na koncentraci CO2 v atmosféře, přičemž lesní hospodářství a lidské činnosti související s zalesňováním, obnovou lesů a odlesňováním, stejně jako následné využití biomasy dřeva po sklizni, ovlivňují globální CO2 bilanci.
Uhlíkové kompenzace v lesním sektoru mohou snižovat náklady emitorů na dodržování cílů snižování emisí a zároveň jim umožnit čas na vývoj a přijetí technologií snižujících emise. Na druhou stranu kompenzace snižují stimuly k investicím do technologií snižujících emise, protože snižují náklady na emise CO2. Navíc jsou uhlíkové kompenzace spojeny s problémy týkajícími se nejistoty a korupce.

### Zabraňování úniku methanu do atmosféry
Kompenzace emisí methanu zahrnuje vyvážení dopadu methanových emisí odstraněním ekvivalentního množství oxidu uhličitého z atmosféry, aby vyrovnala oteplovací účinky methanu. Methan má výrazně vyšší potenciál globálního oteplování než oxid uhličitý v kratších časových obdobích, ale také vydrží v atmosféře kratší dobu. Proto se kompenzace emisí methanu často zaměřuje na odstranění oxidu uhličitého v delším časovém horizontu, aby bylo dosaženo vyváženého klimatického dopadu.
Jedním z běžných přístupů je kompenzace uhlíku prostřednictvím aktivit, jako je zalesňování, nebo ukládání uhlíku do půdy. Tyto aktivity odstraňují oxid uhličitý z atmosféry a efektivně vyrovnávají radiativní nátlak způsobený emisemi methanu. Tento přístup si klade za cíl dosáhnout blízké ekvivalence klimatických účinků mitigace v desetiletích až po více století tím, že zohlední různou dobu přetrvání methanu a oxidu uhličitého v atmosféře.

## Kritika
Uhlíková kompenzace je vnímána jako snižování emisí CO2, ale není bezproblémovým řešením pro zmírnění změny klimatu. Alespoň 90% offsetů, se kterými se obchoduje na volném trhu, nepřispívá k odstraňování uhlíku, ale k zabránění jeho uvolňování. Například placení za to, aby nebyly káceny stromy. Pro rok 2030 je odhadovaná poptávka po odstraňování uhlíku ve výši 1,5 až 2 miliard tun oxidu uhličitého. Aby tato poptávka byla uspokojena, muselo by množství uhlíkové kompenzace vzrůst alespoň 15krát oproti současné situaci. Toto číslo je tak vysoké také kvůli těmto offsetům, které zvyšování množství uhlíku nezastavují, jen zpomalují.
Další problém je stanovení ceny jedné tuny uhlíku. Způsobů, jak uhlík odstranit je spousta a každý má jinou účinnost, dobu trvání, náklady, a schopnost zvýšit svou škálu. Tyto způsoby je proto těžké porovnat a trhy neví, jestli je použitá spolehlivá metoda a jakou má časovou osu. Offset jedné tuny CO2 nerozlišuje, jestli je odstraněna na pár let, nebo na 100 let. 
Ceny jsou také nejasné. Podle toho, kde je nákup proveden, tržní cena se může pohybovat od pouhých 10 USD za tunu pro některé přírodně založené kompenzace, až po cca 100 USD za tunu (např. na trzích Evropské unie). Náklady na odstranění jedné tuny CO2 přitom často přesahují několik set dolarů. Tak nízké tržní ceny jsou dány závislostí na kompenzacích, které zabraňují vzniku CO2, ale neodstraňují ho. Ty totiž mají nízké, až žádné náklady.
Uhlíková kompenzace pro některé společnosti představuje možnost propagovat svou klimatickou zodpovědnost a může vést k nedostatečnému důrazu na skutečné snižování emisí CO2. Mohou prezentovat své offsety jako účinná řešení, ale neinformovat dostatečně o jejich původu, efektivitě, nebo době trvání. Tento nedostatek transparentnosti, nebo nadměrné zjednodušování může ovlivňovat posuzování kompenzačních projektů. Může to vést až ke greenwashingu, tedy k využití uhlíkových kompenzací k zakrytí své klimatické nezodpovědnosti.
Většina emisí skleníkových plynů vzniká na základě poptávky lidí po zboží a službách. Tedy velká příležitost pro uspoření emisí skleníkových plynů tkví v omezení konzumního způsobu života. To by ovšem mělo podstatný dopad pro hospodářství a v neposlední řadě i pro životní úroveň lidstva.

## Certifikace – úrovně a instituce
Uhlíkové kompenzace dostupné na volném trhu jsou odděleny od státního obchodu s certifikáty. Státem regulovaný trh je založen na burzách – v Německu se jedná o Lipskou burzu energií. Kompenzace dostupné na volném trhu nejsou se státními kompenzacemi kompatibilní.
Na volném trhu jsou certifikáty udělovány mimoburzovně. Důležité je, aby CO2 certifikáty byly přiznány nějakou známou organizací nebo systémem, např. VCS, Gold Standard , B.U.N.D., CarbonFix, CCB Standards, DFG-Energy a dalšími. Jen pak je garantováno, že byl certifikát udělen jen projektům s významným dopadem a nebyl několikrát prodán. Britský podnik Markit spravuje celosvětovou databázi (angl. The Environmental Registry), ve které si každý kupující může vyzkoušet koupený certifikát.

## Nárůst zájmu o uhlíkové kompenzace v roce 2019
V roce 2019 došlo k prudkému nárůstu zaplacených uhlíkových kompenzací; tento fakt je dáván do souvislosti s aktivitami klimatické aktivistky Grety Thunbergové.